# 内間御殿

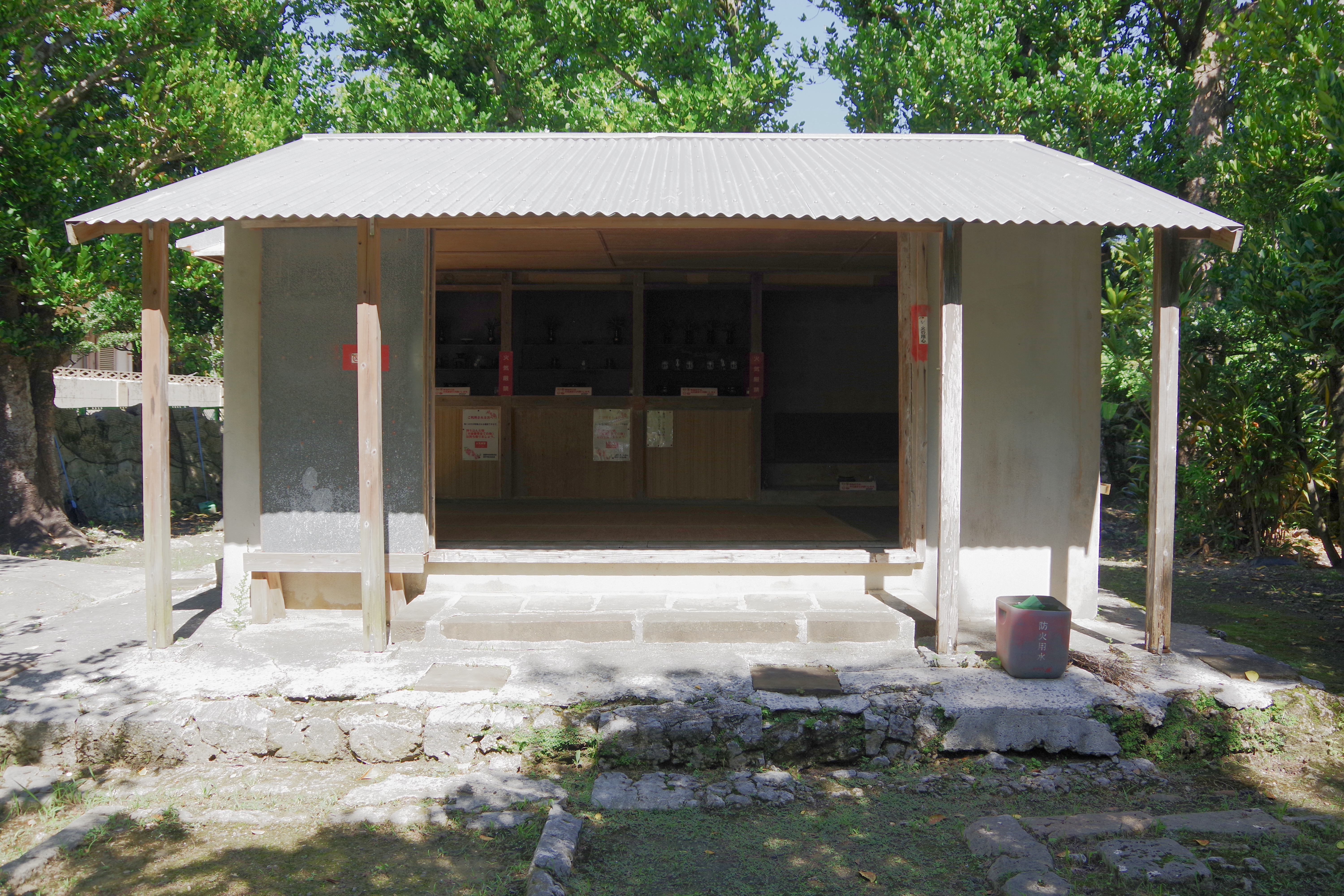
内間御殿を構成する東江御殿

内間御殿（うちまうどぅん）は、沖縄県中頭郡西原町にある祭祀場。2011年（平成23年）2月7日、国の史跡に指定された。

## 概要
内間御殿は、第二尚氏王統の始祖である金丸（後の尚円王）が、内間地頭に任ぜられた際の旧宅跡地に、尚円王没後190年を経た1666年に創建された神殿およびその祭祀空間であり、北側にある西江御殿と南側にある東江御殿から構成される。
金丸は、越来王子（後の尚泰久王）の家臣となり、1454年に内間地頭に任ぜられた。金丸は内間地頭時代に嘉手苅の真むた親部の妹を御手掛（側室）に迎え入れた。そのためか、金丸が住んでいた旧宅地は大殿内と呼ばれるようになる。

## 所在地
- 沖縄県中頭郡西原町字嘉手苅上之松42の1、50、51番地

## 歴史

### 成立
内間御殿は、尚円王の没後190年に当たる1666年頃に、当時摂政であった羽地朝秀（向象賢）の進言によって、大殿内の屋敷に切妻造の茅葺（2間×3間）の神殿（東江御殿）として建立された。そのとき、御神体として青磁の枕が安置された。当時、東江御殿は竹垣で周辺を囲まれており、まだ石垣積みで囲まれてはいなかった。

### 王府による聖地化
1689年には、琉球王府の祭祀を司る役所である大美御殿が破損した東江御殿を、樫木を用いた瓦葺の神殿へと改築する。これにより、内間御殿は王府に関わる聖地としての価値が見出され、王府により整備されていった。
1706年、西原間切の住民によって、内間御殿の北側に茅葺の神殿（3間×2間半）が普請され、「西江御殿」と呼ばれるようになった。

### 宝枕盗難事件と石垣の整備
1735年に宝枕が盗まれる事件が発生し、これを機に翌1736年、本殿の屋敷囲いは竹垣から石垣積みに変わり、本門と小門を設け、門扉には閂が取り付けられ、神殿も瓦葺に変えられた。
1737年には、西江御殿も瓦葺に改築され、屋敷の周囲には竹垣が張り巡らされるようになった。
1738年には、尚敬王が直筆で書いたとされる「致和」の扁額が東江御殿の本門の軒に掲げられた。また、尚敬王が御殿が改修までに到った経緯を刻んだ『先王旧宅碑』が内庭に建てられた。

### 沖縄戦と復興
太平洋戦争末期の1945年、両御殿は沖縄戦に巻き込まれて焼失し、『先王旧宅碑』も砲弾等により一部を残し損壊した。
1951年には、大屋門中（大殿内一族）やハワイへ移住した一門の寄付により、東江御殿跡はトタン葺の神屋（神殿）に再建された。西江御殿は、西江御殿の御殿守であった伊礼（イリー）門中により、戦後に茅葺の神屋（神殿）へと再建された。
1960年、東江御殿は木造のトタン葺（2間×2間）の神屋に再び改修され、1974年には、コンクリートブロック造りの現在の神屋（2間×2間半）に改築されている。改築を行ったのは、大屋門中の当主である中山正雄である。

## 宝枕
1735年、本殿である東江御殿に盗賊が入り、御神体の宝枕が盗まれるという事件があった。宝枕の捜索には、尚敬王が自ら家臣を引き連れ、田の中から発見したという。
しかし、1842年に再び東江御殿は盗賊に入られ、安置されていた宝枕もまた盗まれ、そのまま行方不明となった。そのため、1835年師走、西江御殿に安置されていた青磁の小皿を改めて東江御殿の御神体とした。